# كينجي مياموتو
كينجي مياموتو (باليابانية: 宮本顕治 ) (و. 1908 – 2007 م) هو سياسي، وناقد أدبي ياباني، ولد في هيكاري، ياماغوتشي، كان عضوًا في الحزب الشيوعي الياباني، توفي عن عمر يناهز 99 عاماً.

## مناصب
تولى منصب عضو مجلس المستشارين.

## التعليم
تعلم في جامعة طوكيو.

## روابط خارجية
- كينجي مياموتو على موقع مونزينجر (الألمانية)